# Neuensalz
Neuensalz ist eine Gemeinde im sächsischen Vogtlandkreis.

## Geographie

### Geographische Lage

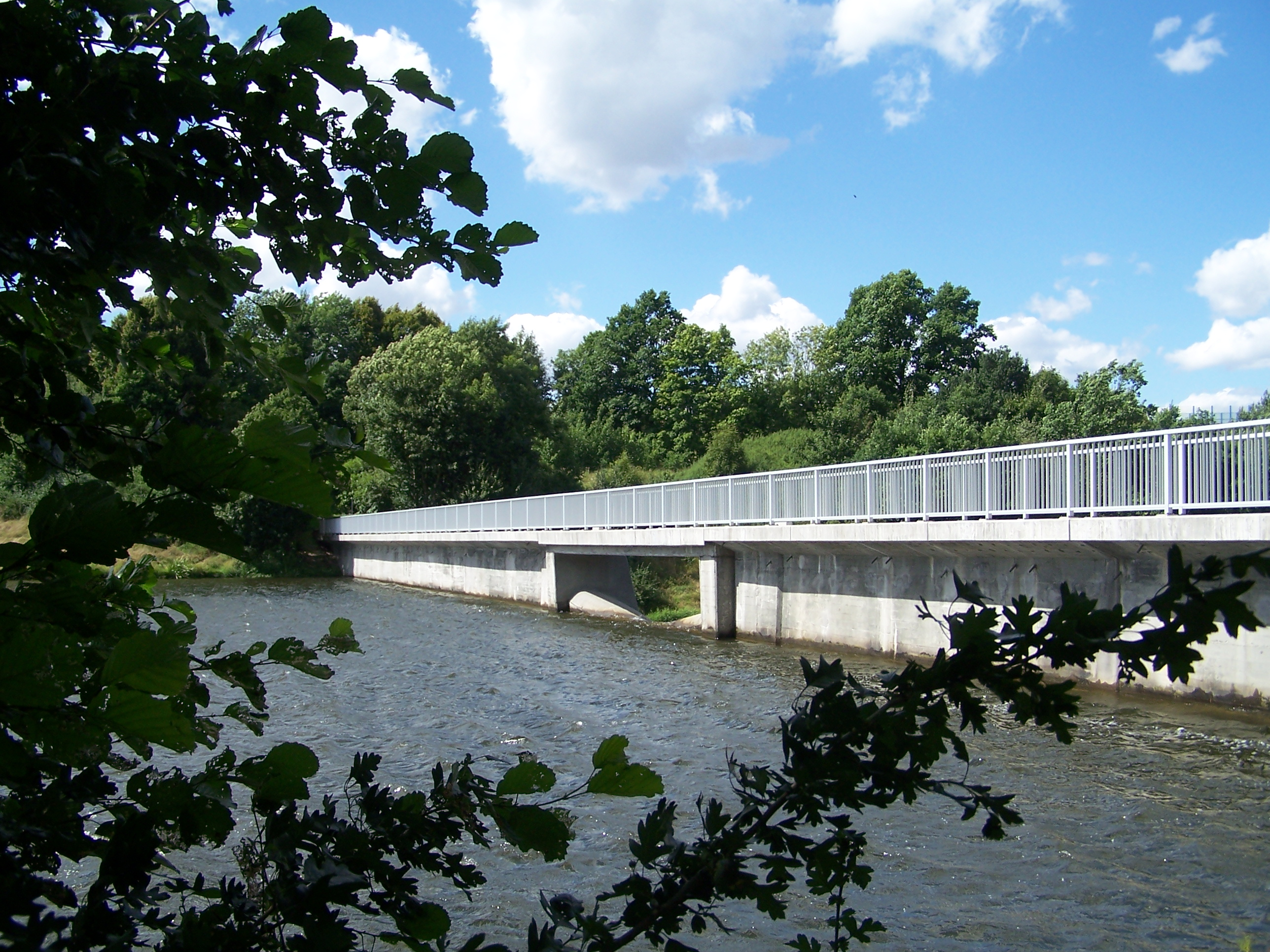
Talsperre Pöhl, Vorsperre Neuensalz

Neuensalz liegt im Zentrum des Naturraumes Vogtland (Mittelvogtländisches Kuppenland) im sächsischen Teil des historischen Vogtlands. Auf dem Gebiet der Gemeinde befindet sich der südliche Teil der Talsperre Pöhl mit der Vorsperre Neuensalz und der Vorsperre Thoßfell. Diese entstand durch Aufstauung der Trieb, einem Zufluss der Weißen Elster.

### Nachbargemeinden
|                 | Gemeinde Pöhl                               | Stadt Treuen      |
| Stadt Plauen    | Kompassrose, die auf Nachbargemeinden zeigt | Stadt Falkenstein |
| Gemeinde Theuma |                                             | Gemeinde Bergen   |

### Gemeindegliederung

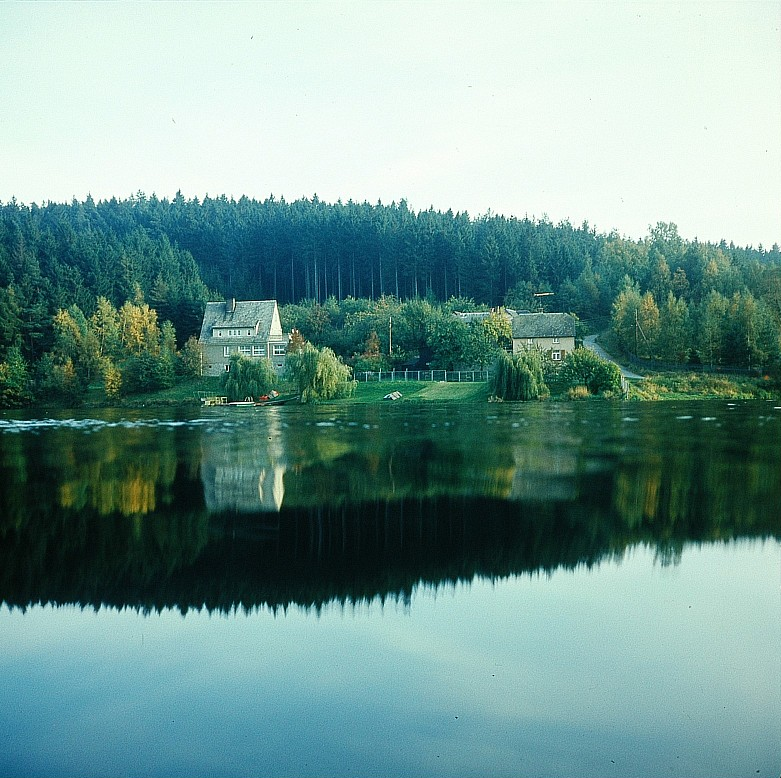
Ehemaliges Ferienheim bei Thoßfell (1979)

Zu Neuensalz gehören die Ortsteile Altensalz, Gansgrün, Mechelgrün, Thoßfell, Zschockau, Voigtsgrün und Zobes.

## Geschichte
Der erstmals 1418 genannte Ort Neuensalz wurde 1438 als Nuwen Salcze bezeichnet. Untersuchungen an der Kapelle Neuensalz legten jedoch nahe, dass diese bereits Mitte des 12. Jahrhunderts auf den Festen einer heidnischen Opferstelle errichtet wurde. Wirtschaftlich bedeutsam war die seit 1493 belegbare Nutzung der in Altensalz zutage tretenden Solequellen durch die Saline Altensalz, von denen sich der Name von Altensalz und Neuensalz herleitet. Sie befanden sich am rechten Ufer der Trieb am ehemaligen Kirchsteig nach Gansgrün. Heute liegen sie zehn Meter unter dem Wasserspiegel der Talsperre Pöhl.
Die Grundherrschaft über Neuensalz lag bis ins 19. Jahrhundert beim örtlichen Rittergut. Ein Anteil des Orts gehörte zeitweise zum Rittergut Reusa und später zum Rittergut Thoßfell. Das Rittergut Neuensalz befand sich im 16. Jahrhundert im Eigentum der Familie von Tettau.´ 1885 erwarb Major Hanns Moritz von Zehmen das Rittergut Neuensalz und Zobes. Die verwitwete Elisabeth Christine von Zehmen, geb. von der Pforte verkaufte 1929 den Grundbesitz in Zobes an den Landwirt Georg Kurze. Sie behielt aber das „Schlössel“ sowie das Rittergut Neuensalz, dass sie ihrer Tochter Elisabeth v. Voights-Rhetz, geb. v. Zehmen übertrug. 1945 wurde William v. Voights-Rhetz im Rahmen der Bodenreform enteignet.
Neuensalz lag bis 1856 im kursächsischen bzw. königlich-sächsischen Amt Plauen. 1856 wurde der Ort dem Gerichtsamt Plauen und 1875 der Amtshauptmannschaft Plauen angegliedert. Der Haltepunkt Neuensalz wurde am 1. Juni 1923 an der Bahnstrecke Lottengrün–Plauen eröffnet. Die Station befand sich einige Kilometer südwestlich des Orts. Der Haltepunkt ging am 27. September 1970 außer Betrieb. Einzig das Wohnhaus der Station in der „Bahnhofstraße“ ist erhalten geblieben.
Durch die zweite Kreisreform in der DDR kam die Gemeinde Neuensalz im Jahr 1952 zum Kreis Plauen-Land im Bezirk Chemnitz (1953 in Bezirk Karl-Marx-Stadt umbenannt), der ab 1990 als sächsischer „Landkreis Plauen“ fortgeführt wurde und 1996 im Vogtlandkreis aufging. Zwischen 1958 und 1964 erfolgte der Bau der Talsperre Pöhl mit den Vorsperren Thoßfell und Neuensalz.

### Eingemeindungen
| Ehemalige Gemeinde | Datum           | Anmerkung                     |
| ------------------ | --------------- | ----------------------------- |
| Altensalz          | 1. Januar 1972  |                               |
| Gansgrün           | 1. Januar 1974  | Eingemeindung nach Thoßfell   |
| Mechelgrün         | 1. Januar 1996  |                               |
| Thoßfell           | 1. Januar 1994  |                               |
| Voigtsgrün         | 1. Januar 1972  |                               |
| Zobes              | 1. Januar 1994  |                               |
| Zschockau          | 1. Oktober 1934 | Eingemeindung nach Mechelgrün |

### Einwohnerentwicklung
Entwicklung der Einwohnerzahl (31. Dezember):
| - 1998: 2.448 - 1999: 2.429 - 2000: 2.421 - 2001: 2.400 | - 2002: 2.415 - 2003: 2.408 - 2004: 2.414 - 2007: 2.367 | - 2008: 2.365 - 2009: 2.360 - 2012: 2.252 - 2013: 2.235 |

## Politik

### Gemeinderat
Nach der Gemeinderatswahl am 9. Juni 2024 verteilen sich die 12 Sitze des Gemeinderates folgendermaßen auf die einzelnen Gruppierungen:
- Interessengemeinschaft Freiwillige Feuerwehren (IG FFW): 8 Sitze
- Evangelische Kirche (EK): 2 Sitze
- Wählervereinigung Zobes (WVZ): 1 Sitz
- AfD: 1 Sitz (zwei Sitze werden mangels Kandidaten nicht besetzt)

| Gemeinderat ab 2024Insgesamt 12 Sitze - IG FFW: 8 - WVZ: 1 - EK: 2 - AfD: 1 Die AfD kann zwei Sitze nicht besetzen. Der Gemeinderat verkleinert sich entsprechend. | Wahlvorschlag                                  | 2024   | 2024   | 2019   | 2019   | 2014   | 2014   |
| Gemeinderat ab 2024Insgesamt 12 Sitze - IG FFW: 8 - WVZ: 1 - EK: 2 - AfD: 1 Die AfD kann zwei Sitze nicht besetzen. Der Gemeinderat verkleinert sich entsprechend. | Wahlvorschlag                                  | Sitze  | in %   | Sitze  | in %   | Sitze  | in %   |
| Gemeinderat ab 2024Insgesamt 12 Sitze - IG FFW: 8 - WVZ: 1 - EK: 2 - AfD: 1 Die AfD kann zwei Sitze nicht besetzen. Der Gemeinderat verkleinert sich entsprechend. | Interessengemeinschaft Freiwillige Feuerwehren | 8      | 55,7   | 9      | 52,7   | 5      | 31,7   |
| Gemeinderat ab 2024Insgesamt 12 Sitze - IG FFW: 8 - WVZ: 1 - EK: 2 - AfD: 1 Die AfD kann zwei Sitze nicht besetzen. Der Gemeinderat verkleinert sich entsprechend. | AfD                                            | 1      | 19,7   | –      | –      | –      | –      |
| Gemeinderat ab 2024Insgesamt 12 Sitze - IG FFW: 8 - WVZ: 1 - EK: 2 - AfD: 1 Die AfD kann zwei Sitze nicht besetzen. Der Gemeinderat verkleinert sich entsprechend. | Evangelische Kirche                            | 2      | 15,1   | 3      | 22,3   | 3      | 21,4   |
| Gemeinderat ab 2024Insgesamt 12 Sitze - IG FFW: 8 - WVZ: 1 - EK: 2 - AfD: 1 Die AfD kann zwei Sitze nicht besetzen. Der Gemeinderat verkleinert sich entsprechend. | Wählervereinigung Zobes                        | 1      | 9,4    | 1      | 10,7   | 2      | 13,9   |
| Gemeinderat ab 2024Insgesamt 12 Sitze - IG FFW: 8 - WVZ: 1 - EK: 2 - AfD: 1 Die AfD kann zwei Sitze nicht besetzen. Der Gemeinderat verkleinert sich entsprechend. | Linke                                          | –      | –      | 1      | 9,7    | 1      | 8,0    |
| Gemeinderat ab 2024Insgesamt 12 Sitze - IG FFW: 8 - WVZ: 1 - EK: 2 - AfD: 1 Die AfD kann zwei Sitze nicht besetzen. Der Gemeinderat verkleinert sich entsprechend. | SPD                                            | –      | –      | –      | 4,6    | –      | 5,4    |
| Gemeinderat ab 2024Insgesamt 12 Sitze - IG FFW: 8 - WVZ: 1 - EK: 2 - AfD: 1 Die AfD kann zwei Sitze nicht besetzen. Der Gemeinderat verkleinert sich entsprechend. | NPD                                            | –      | –      | –      | –      | 1      | 11,7   |
| Gemeinderat ab 2024Insgesamt 12 Sitze - IG FFW: 8 - WVZ: 1 - EK: 2 - AfD: 1 Die AfD kann zwei Sitze nicht besetzen. Der Gemeinderat verkleinert sich entsprechend. | CDU                                            | –      | –      | –      | –      | 1      | 8,0    |
| Gemeinderat ab 2024Insgesamt 12 Sitze - IG FFW: 8 - WVZ: 1 - EK: 2 - AfD: 1 Die AfD kann zwei Sitze nicht besetzen. Der Gemeinderat verkleinert sich entsprechend. | Wahlbeteiligung                                | 76,6 % | 76,6 % | 69,9 % | 69,9 % | 50,5 % | 50,5 % |

### Bürgermeister
Bürgermeister ist Carmen Künzel.
| Wahl | Bürgermeister | Vorschlag | Wahlergebnis (in %) |
| ---- | ------------- | --------- | ------------------- |
| 2022 | Carmen Künzel | Künzel    | 80,1                |
| 2015 | Carmen Künzel | Künzel    | 83,1                |
| 2008 | Carmen Künzel | Künzel    | 99,4                |
| 2001 | Carmen Künzel | Künzel    | 54,8                |

## Kultur und Sehenswürdigkeiten

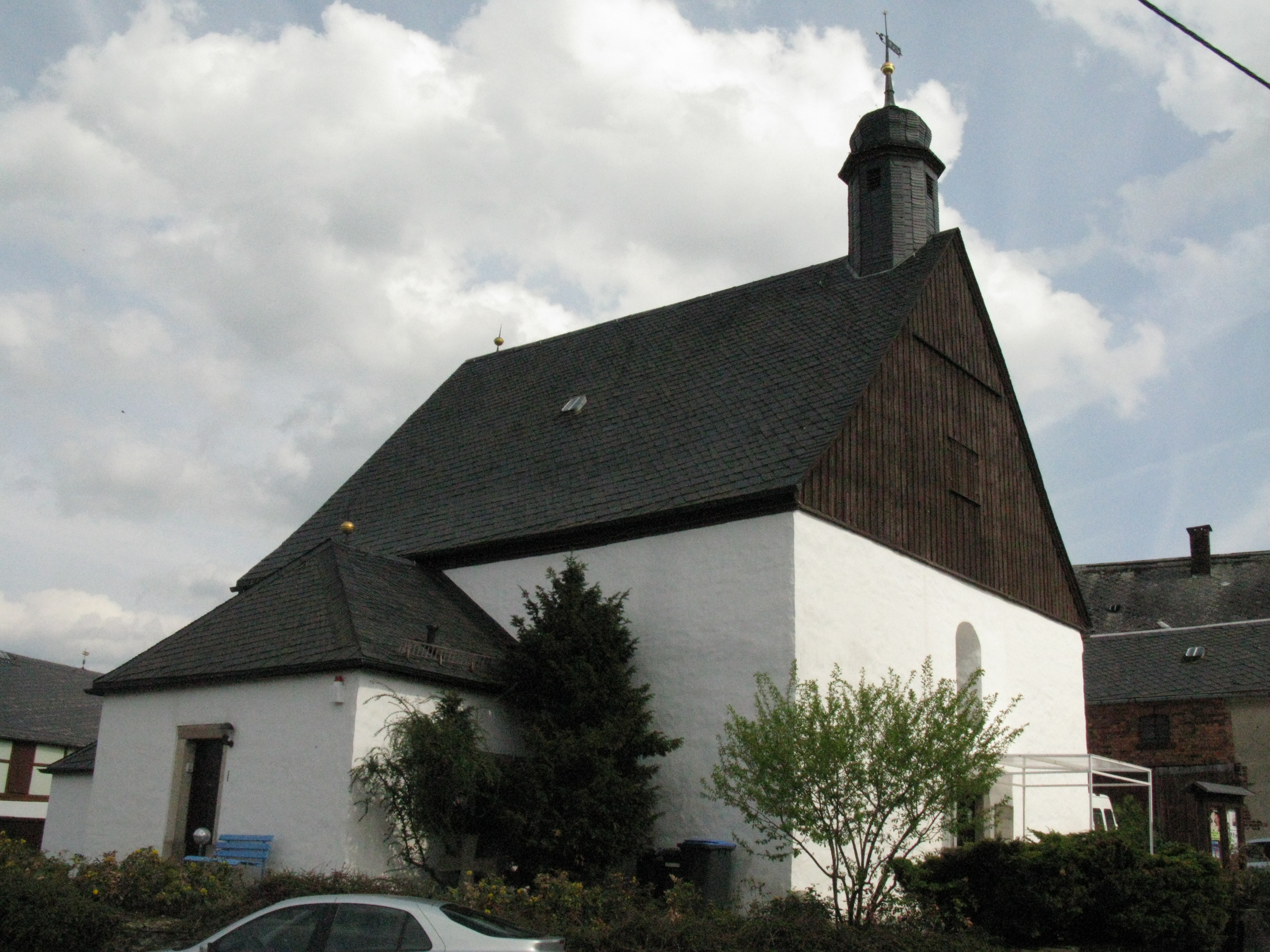
Kapelle Neuensalz, heute Konzert- und Ausstellungszentrum

Neuensalz teilt sich mit der Gemeinde Pöhl das Erholungsareal der Talsperre Pöhl. Die säkularisierte Kapelle Neuensalz ist heute ein Konzert- und Ausstellungszentrum. Im Ortsteil Altensalz birgt die 1214 vom Deutschen Ritterorden errichtete Kirche an der gotischen Holzdecke barocke Ornamentmalereien von ca. 1650. Im Ortsteil Mechelgrün befindet sich die Ruine der Wasserburg Mechelgrün.

### Naturschutz
- Siehe auch: Liste der Naturdenkmale in Neuensalz

## Wirtschaft und Infrastruktur
Neuensalz liegt verkehrsgünstig an der BAB 72 und ist von der Anschlussstelle Plauen-Ost (7) über die B 173 zu erreichen. Ferner beginnt am westlichen Ortsrand von Neuensalz die B 169.
Im Ortsteil Thoßfell hatte die Gemeinde einen Haltepunkt an der Bahnstrecke Herlasgrün–Falkenstein, in Neuensalz befand sich eine Station der stillgelegten Bahnstrecke Lottengrün–Plauen.
Neuensalz wird im vertakteten ÖPNV des Verkehrsverbunds Vogtland von mehreren Buslinien bedient. Die zweistündliche TaktBus-Linie 63 verbindet die Gemeinde mit Plauen, Treuen und Lengenfeld. Die RufBus-Linie 72 erschließt Altensalz und Voigtsgrün, die RufBus-Linie 74 Gansgrün. Mechelgrün wird von der stündlichen PlusBus-Linie 70 (Plauen – Rodewisch) bedient.

## Persönlichkeiten

### Söhne und Töchter der Gemeinde
- Heinrich von Beust (1778–1843), königlich-sächsischer Amtshauptmann und Besitzer der Rittergüter Neuensalz und Zobes
- Woldemar von Beust (1818–1898), königlich-sächsischer Kreishauptmann
- Helmut Zimmermann (Astronom) (1926–2011), Astronom